# Лурд (Ньюфаундленд і Лабрадор)
Лурд (англ. Lourdes) — містечко в Канаді, у провінції Ньюфаундленд і Лабрадор.

## Населення
За даними перепису 2016 року, містечко нараховувало 465 осіб, показавши скорочення на 12,6%, порівняно з 2011-м роком. Середня густина населення становила 57,4 осіб/км².
З офіційних мов обидвома одночасно володіли 25 жителів, тільки англійською — 445. Усього 5 осіб вважали рідною мовою не одну з офіційних.
Працездатне населення становило 34,2% усього населення, рівень безробіття — 33,3% (50% серед чоловіків та 0% серед жінок). 88,9% осіб були найманими працівниками, а 0% — самозайнятими.
Середній дохід на особу становив $27 416 (медіана $22 699), при цьому для чоловіків — $34 709, а для жінок $19 460 (медіани — $26 464 та $19 424 відповідно).
22,8% мешканців мали закінчену шкільну освіту, не мали закінченої шкільної освіти — 45,6%, 31,6% мали післяшкільну освіту, з яких 16% мали диплом бакалавра, або вищий.
| Статево-вікова структура населення | Статево-вікова структура населення | Статево-вікова структура населення | Статево-вікова структура населення | Статево-вікова структура населення |
| ---------------------------------- | ---------------------------------- | ---------------------------------- | ---------------------------------- | ---------------------------------- |
|                                    |                                    |                                    |                                    |                                    |
| Всього                             | Всього                             | 50,0%                              |                                    |                                    |
| 0 — 14 років                       | 0 — 14 років                       |                                    | 15,1%                              | 15,1%                              |
| 15 — 64 років                      | 15 — 64 років                      |                                    | 61,3%                              | 61,3%                              |
| 65 і більше                        | 65 і більше                        |                                    | 23,7%                              | 23,7%                              |
| 85 і більше                        | 85 і більше                        |                                    | 2,2%                               | 2,2%                               |
| Середній вік (років)               | Середній вік (років)               | 46,446,9                           | 46,7                               | 46,7                               |
| Медіана (років)                    | Медіана (років)                    | 50,651,1                           | 50,9                               | 50,9                               |
| — чоловіки — жінки                 |                                    |                                    |                                    |                                    |

| Походження мешканців:     | Походження мешканців:     | Походження мешканців: | Походження мешканців: | Походження мешканців: |
| ------------------------- | ------------------------- | --------------------- | --------------------- | --------------------- |
| Походження                |                           |                       | осіб                  | %                     |
| Корінні американці        | Корінні американці        |                       | 250                   | 51.55%                |
| Інше північноамериканське | Інше північноамериканське |                       | 275                   | 56.7%                 |
| Європейське               | Європейське               |                       | 230                   | 47.42%                |
| британське                | британське                |                       | 150                   | 30.93%                |
| французьке                | французьке                |                       | 175                   | 36.08%                |
| Азійське                  | Азійське                  |                       | 10                    | 2.06%                 |

| Зайнятість населення за галузями (за класифікацією NOC): | Зайнятість населення за галузями (за класифікацією NOC): | Зайнятість населення за галузями (за класифікацією NOC): | Зайнятість населення за галузями (за класифікацією NOC): | Зайнятість населення за галузями (за класифікацією NOC): |
| -------------------------------------------------------- | -------------------------------------------------------- | -------------------------------------------------------- | -------------------------------------------------------- | -------------------------------------------------------- |
|                                                          |                                                          |                                                          |                                                          |                                                          |
| Управління                                               | Управління                                               |                                                          | 12,5%                                                    | 12,5%                                                    |
| Природничі та прикладні науки                            | Природничі та прикладні науки                            |                                                          | 12,5%                                                    | 12,5%                                                    |
| Освіта, правозахист, муніципальні та урядові служби      | Освіта, правозахист, муніципальні та урядові служби      |                                                          | 12,5%                                                    | 12,5%                                                    |
| Роздрібна торгівля та послуги                            | Роздрібна торгівля та послуги                            |                                                          | 29,2%                                                    | 29,2%                                                    |
| Гуртова торгівля, транспорт та обладнання                | Гуртова торгівля, транспорт та обладнання                |                                                          | 20,8%                                                    | 20,8%                                                    |
| Природні ресурси, сільське господарство                  | Природні ресурси, сільське господарство                  |                                                          | 12,5%                                                    | 12,5%                                                    |
| Виробництво                                              | Виробництво                                              |                                                          | 8,3%                                                     | 8,3%                                                     |

## Клімат
Середня річна температура становить 4°C, середня максимальна – 19°C, а середня мінімальна – -12,2°C. Середня річна кількість опадів – 1 252 мм.
| Клімат поселення                              | Клімат поселення | Клімат поселення | Клімат поселення | Клімат поселення | Клімат поселення | Клімат поселення | Клімат поселення | Клімат поселення | Клімат поселення | Клімат поселення | Клімат поселення | Клімат поселення | Клімат поселення |
| Показник                                      | Січ.             | Лют.             | Бер.             | Квіт.            | Трав.            | Черв.            | Лип.             | Серп.            | Вер.             | Жовт.            | Лист.            | Груд.            |                  |
| Середній максимум, °C                         | −2               | −2,91            | 0,74             | 5,75             | 10,99            | 15,86            | 18,44            | 19,00            | 15,15            | 9,75             | 5,04             | −0,32            |                  |
| Середня температура, °C                       | −6,66            | −7,56            | −3,91            | 1,10             | 6,33             | 11,20            | 15,16            | 15,72            | 11,86            | 6,45             | 1,74             | −3,61            |                  |
| Середній мінімум, °C                          | −11,32           | −12,22           | −8,58            | −3,57            | 1,67             | 6,54             | 11,87            | 12,41            | 8,56             | 3,17             | −1,56            | −6,9             |                  |
| Норма опадів, мм                              | 124              | 100              | 86               | 73               | 91               | 82               | 95               | 99               | 127              | 125              | 120              | 130              |                  |
| Середньомісячна швидкість вітру, м/с          | 6.82             | 6.27             | 5.94             | 5.50             | 4.90             | 4.54             | 4.20             | 4.30             | 4.82             | 5.42             | 5.98             | 6.67             |                  |
| Середньомісячна сонячна радіація, кДж/м²·день | 3644             | 6691             | 11007            | 14816            | 18050            | 19636            | 19034            | 16136            | 11965            | 7222             | 3933             | 2768             |                  |
| --------------------------------------------- | ---------------- | ---------------- | ---------------- | ---------------- | ---------------- | ---------------- | ---------------- | ---------------- | ---------------- | ---------------- | ---------------- | ---------------- | ---------------- |
| Джерело:                                      |                  |                  |                  |                  |                  |                  |                  |                  |                  |                  |                  |                  |                  |